# Roy Crowson

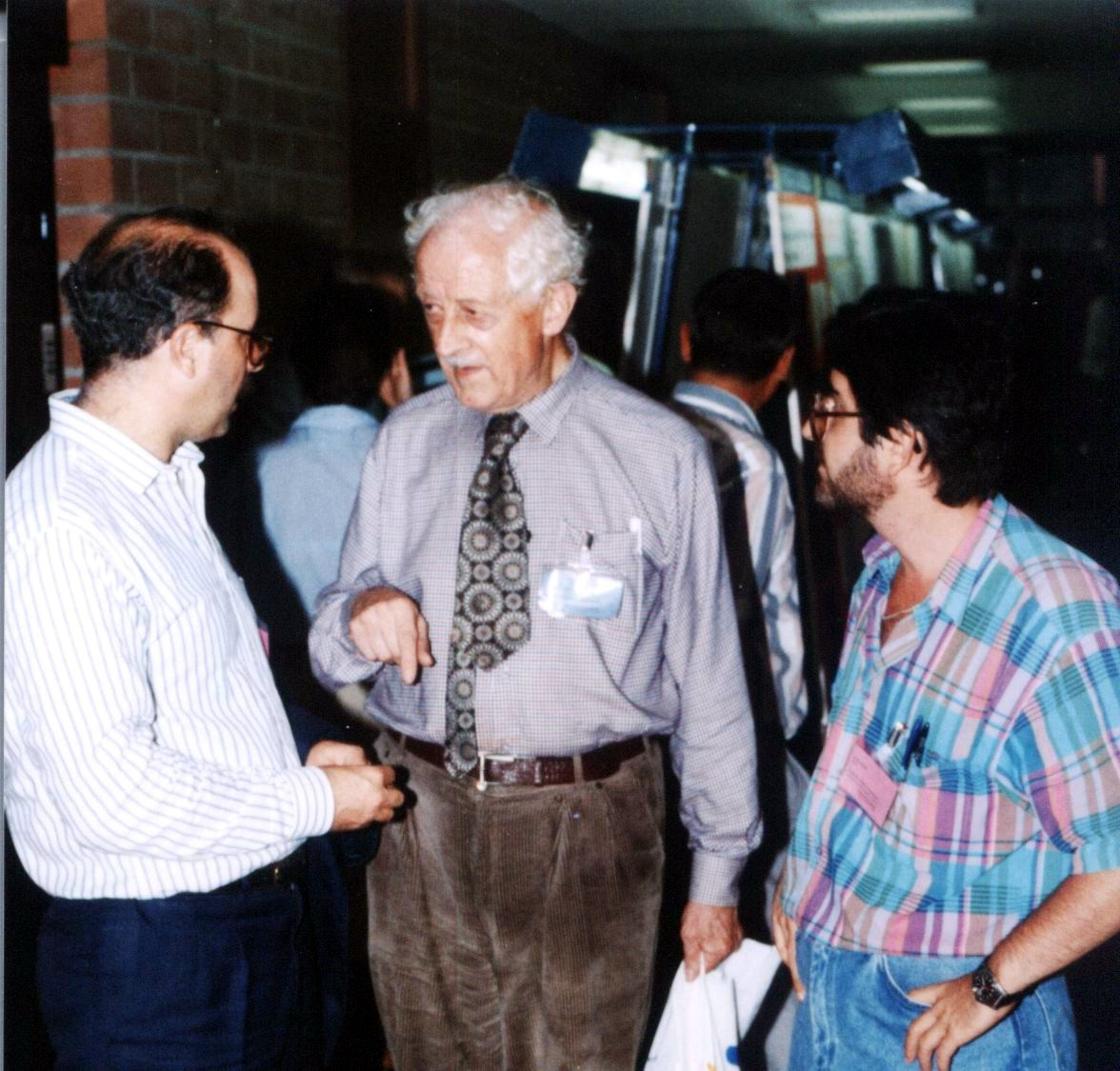
Roy Crowson mit zwei Kollegen auf dem International Congress of Coleopterology of Barcelona im September 1989

Roy Albert Crowson (* 22. November 1914 in Hadlow, England; † 13. Mai 1999) war ein britischer Evolutionsbiologe und Koleopterologe, dessen Hauptinteresse der Taxonomie der Käfer galt. Eine Reihe von Taxa ist ihm zu Ehren benannt, unter anderem die Gattung Crowsoniella.

## Leben
Crowson absolvierte 1936 das University College London und begann mit der Forschung an der Anatomie der Käfer. Bis zum Zweiten Weltkrieg war er wissenschaftlicher Mitarbeiter des Tunbridge Wells Museum. Während des Krieges diente er in der Royal Air Force. Ab 1948 arbeitete er am Zoologischen Institut der University of Glasgow als Lektor der Taxonomie. Crowson sammelte Käfer in Australien, Neuseeland, Südafrika, Sri Lanka und Großbritannien. Mit dem Sammlungsmaterial und der damals weitgehend neuen Methode, auch Larvalmaterial zu untersuchen, gelang es ihm, die Verwandtschaftsverhältnisse von Gattungen und Familien der Käfer in einen gut begründeten Stammbaum einzugliedern. 1938 schrieb er seine erste Publikation. Seine taxonomischen Veröffentlichungen im „The Entomologist's Monthly Magazine“ zwischen 1950 und 1954 machten ihn zu einer in der Fachwelt beachteten Persönlichkeit. Das Werk „The natural classification of the families of Coleoptera“, welches er 1955 publizierte, stellt bis heute die Basis für die Klassifikation der Käfer dar. Er erhielt zahlreiche Auszeichnungen und Ehrentitel. Er publizierte eine große Zahl an Artikeln, die er auch gemeinsam mit seinen Studenten und Kollegen aus verschiedenen Nationen verfasste. Durch guten Sprachkenntnisse, die auch Russisch umfassten, hatte er Einblick in den Forschungsstand der Sowjetunion und reviewte beispielsweise das damals wichtigste sowjetische Bestimmungsbuch über Käfer, die „Fauna of USSR“. Daneben unterhielt er gute Kontakte zu Wissenschaftlern in Indien und der Türkei. 
Crowson befasste sich auch mit Paläontologie und erforschte Insekten aus dem Käno- und Mesozoikum, publizierte dazu jedoch nur wenige seiner Erkenntnisse. Er verwendete diese jedoch für seine taxonomischen Studien, da er nicht nur die Merkmale der Tiere beschreiben wollte, sondern auch deren Entwicklung untersuchte. Auch versuchte er die separate Entwicklung nahe verwandter Käferfamilien durch ihre unterschiedlichen Lebensweisen herzuleiten. 1980 erhielt er für die Fortsetzung der Tradition von Linné in der Biologie die Linné-Medaille der Linnean Society of London. 
Er bereiste viele Länder und erforschte dort die Natur, wie er es auch in der Umgebung von Glasgow und in anderen Bereichen Großbritanniens tat. Crowson war verheiratet mit seiner Frau Elisabeth. Er starb am 13. Mai 1999 an einem Schlaganfall. Nach seinem Tod wurden die genadelten Präparate seiner Sammlung, hauptsächlich schottische Arten, an das Hunterian Museum der Universität Glasgow gestiftet, die mikroskopischen Präparate und exotischen Sammlungsexemplare gingen an das Natural History Museum in London.

## Publikationen
- Crowson, R. A. 1981: The biology of the Coleoptera. Academic Press, London, 802 S.
- Crowson, R. A. 1970: Classification and biology. Heinemann Educational Books Ltd, London, 350 S.
- Crowson, R. A. 1967: (Reprint) The natural classification of the families of Coleoptera. EW. Classey Ltd., Middlesex, 214 S.
- Crowson, R. A. 1957: Coleoptera: introduction and key to families. Handbooks for the identification of British insects. Royal Entomological Society of London, London, 59 S.
- Crowson, R. A. 1955: The natural classification of the families of Coleoptera. Nathaniel Lloyd & Co., Ltd., London, 187 S.